# زین‌العابدین حائری مازندرانی
زین‌العابدین حائری مازندرانی (زاده ۱۱۹۱ خورشیدی در بابل، درگذشت ۲۶ تیر ۱۲۶۸ در کربلا) روحانی شیعه اهل ایران و از مراجع تقلید کربلا، از شاگردان سید ابراهیم قزوینی، محمدحسن نجفی و میرزا محمد هندی.
وی پس از مرگ میرزا محمد هندی جانشینش شد و اغلب مقلدین او از اهالی هند بودند که بنا به وصیت میرزا محمد به وی گرویدند. از او آثاری مهم در فقه شیعه به جای مانده است.

## سال‌های اولیه
شیخ زین‌العابدین در سال ۱۲۲۷ قمری (۱۱۹۱ خورشیدی) در بابل متولد شد. پدرش کربلایی مسلم از اعیان بابل و مردی خودساخته بود که از طریق تجارت صاحب ثروت شده بود و مادرش به یکی از خانواده‌های ملاک ساری منتسب بود.
او تحصیلات خود را در بابل آغاز کرد. در این سال‌ها در حلقه درس سعیدالعلماء و جعفر سیرجانی شرکت جست و تحصیلات دینی را از سطوح مقدمات تا عالی طی کرد. در آبان ۱۲۱۳ (رجب ۱۲۵۰) به عتبات رفت و مدتی نزد سید ابراهیم قزوینی به تحصیل فقه و اصول پرداخت. به گفته محسن امین، قزوینی او را محرر خود ساخته بود بود و وی موظف بود در جلسه‌های درس گفته‌های استادش را به رشته تحریر کشد. در حدود سال‌های ۱۲۲۰ و ۱۲۲۱ (۱۲۵۸ قمری) کربلا دستخوش ناآرامی‌هایی شد که بسیاری از علما و طلاب را وادار به ترک شهر کرد. شیخ زین‌العابدین نیز در اواخر این سال از کربلا به نجف رفت و نزد محمدحسن نجفی به تحصیل فقه ادامه داد. او به زودی مورد اعتماد و علاقه نجفی قرار گرفت و از آن رو که صاحب خطی خوش بود، مأمور نوشتن قبوض و رسیدگی به امور مالی استاد خود گردید. وی نزدیک به هفت سال در نجف اقامت داشت تا پس از درگذشت نجفی در ۱۲۲۸، به کربلا بازگشت.

## مرجعیت
او در زمان بازگشت به کربلا، دارای مقام فقاهت بود و شیخ انصاری شاگردان خود را به مراجعه به وی فرا می‌خواند. معروف است که انصاری به نشانه احترام و بزرگداشت مقام شیخ، پوستین خود را به او را اهدا کرد. این پوستین تا سال‌ها در خانواده شیخ زین‌العابدین باقی بود و هرکس از افراد خانواده به تبی مبتلا می‌شد با پوشیدن آن بهبود می‌یافت. او در کربلا مورد توجه میرزا محمد هندی که از معروفترین علمای اخباری عراق بود، قرار گرفت. میرزا محمد در هندوستان پیروان فراوان داشت و آنان را پس از خود به پیروی از شیخ زین‌العابدین توصیه کرد. پس از درگذشت شیخ انصاری که در زمان خود یگانه مرجع تقلید شیعیان بود، در کربلا شیخ زین‌العابدین به مرجعیت شناخته شد و در جاهای دیگر نیز عده زیادی از روحانیان و شاگردان انصاری مدعی جانشینی وی شدند.

## منش و بینش
شیخ زین‌العابدین به خوش‌اخلاقی، خوش‌محضری و بخشندگی شهرت داشت. در زمانی که متصدی حوزه کربلا و از نظر مالی در مضیقه بود، برای پرداخت مخارج طلاب، مبالغ زیادی قرض می‌کرد و هروقت یکی از ثروتمندان هندی به کربلا می‌آمد، قرض‌های او را پرداخت می‌نمود. وی حافظه‌ای بسیار قوی داشت و اغلب بدون مراجعه به کتاب‌ها مسئله‌های فقهی را پاسخ می‌گفت. به گفته پسرش شیخ عبدالله حائری، او بسیاری از اشعار بابا طاهر را به خط خود نوشته بود و «در مواقع لازمه برای تهییج شوق استشهاد می‌فرمود.»
در کربلا مجلس درس شیخ در مسجد حسن‌خان تشکیل می‌شد و صدها نفر در حلقه درس او حاضر می‌شدند. نماز صبح و شب در حرم حسین بن علی به امامت او برگزار می‌شد. وی علی‌رغم برخورداری از ثروت مادی، زندگی بسیار ساده‌ای داشت و خوراکش منحصر به نان و سرکه و برنج بود.

## وفات
او در ۲۶ تیر ۱۲۶۸ (۱۹ ذی‌القعده ۱۳۰۶) در شهر کربلا درگذشت و در حرم حسین بن علی به خاک سپرده شد.

## فتواها
حسینقلی‌خان نظام‌السلطنه در خاطرات خود می‌نویسد:
«در غره رمضان روانه کربلا شدیم… طلبه زیادی از کربلا می‌آمد. شیخ‌الشریعه پسر حاجی محمدقلی‌خان آصف‌الدوله همراه آن‌ها بود. ما را شناخت. برای ملاقات آمد. سبب مسافرت آنهمه طلاب را جویا شدم. گفت، چون به واسطه بی‌آبی امسال در کربلا هندوانه نیست و هوای ماه مبارک هم گرم است، جناب شیخ زین‌العابدین مازندرانی فتوا داد که به عنوان طفره از روزه مسافرت کنید و در هیچ جا قصد اقامت نکنید تا رمضان بگذرد.»

## تالیفات
- دخیره‌المعاد، معروف به سؤال جواب، در علم فقه و به فارسی نوشته شده‌است. تبحر شیخ در زمینه فقه از مسائلی که در این رساله مطرح شده‌است، مشخص می‌گردد. این رساله مورد مراجعه اغلب روحانیان متاخر بوده و به حواشی سید محمدکاظم یزدی، میرزا محمدتقی شیرازی و شیخ محمدحسین حائری (پسر شیخ زین‌العابدین) در هند و ایران بارها به چاپ رسیده است.
- زینه‌العباد، به فارسی و عربی
- رساله در مناسک حج
- رساله در ارتداد
- تقریظ برای میر حامدحسین (نویسنده عقبات‌الانوار) که متن آن در جلد چهارم وقایع‌الایام آمده است.
- تقریرات درس سید ابراهیم قزوینی

## فرزندان و بازماندگان
شیخ زین‌العابدین صاحب چهار پسر بود:
1. شیخ محمدحسین حائری (۱۲۱۱– ۲۱ اردیبهشت ۱۲۷۱)[۱۶]
2. شیخ علی شیخ‌العراقین (درگذشت ۱۳۰۵ یا ۱۳۰۶ در کربلا)[۱۷]
3. شیخ محمد حائری (درگذشت ۱۳ آبان ۱۳۱۰ در قم)
4. شیخ عبدالله حائری (۱۲۴۱– ۱۳۱۶)

شیخ محمدحسین از نظر علمی برجسته‌ترین فرزند شیخ زین‌العابدین بود و محضر درس او در کربلا مورد توجه طلاب قرار داشت. شیخ عبدالله به دلیل گرایش به صوفیه توسط پدر و برادرانش طرد شده بود. او از مریدان ملا سلطان‌محمد گنابادی به شمار می‌رفت و نزد پیروان طریقت سلطان علیشاهی گنابادی مقامی ارجمند داشت و ملقب به رحمت‌علیشاه بود. محمدباقر حائری مازندرانی و زین‌العابدین رهنما از نوادگان معروف شیخ زین‌العابدین حائری بودند.